# Ludovic Valbon
Ludovic Valbon (Neuilly-sur-Seine, 22 maggio 1976) è un ex rugbista a 15 e dirigente d'azienda francese, in carriera agonistica attivo nel ruolo di tre quarti centro.

## Biografia
Professionista in vari club, tra i più noti dei quali Brive e Racing Métro 92 di Parigi, chiuse la carriera sportiva in quest'ultimo dopo aver contribuito alla sua promozione in Top14.
Esordì in nazionale francese durante il tour nordamericano del 2004 contro gli Stati Uniti, realizzando anche una meta al debutto.
Nel 2006 fece parte della squadra che vinse il Sei Nazioni.
Smessa l'attività agonistica è divenuto dirigente d'azienda, e dal 2011 è direttore commerciale presso l'azienda multiservizi Périgord Ressources di Brive-la-Gaillarde.